# Mesjid Tongpeudeng
Mesjid Tongpeudeng is een bestuurslaag in het regentschap Pidie van de provincie Atjeh, Indonesië. Mesjid Tongpeudeng telt 681 inwoners (volkstelling 2010).